# Szarachałsun
Szarachałsun (ros. Шарахалсун) – wieś (auł) w Rosji, w Kraju Stawropolskim, w rejonie turkmeńskim, głównie Turkmenów. W 2010 liczyła 1637 mieszkańców.